# Tit Estatili Sever
Tit Estatili Sever (en llatí: Titus Statilius Severus) va ser un magistrat romà del segle ii.
Va ser nomenat cònsol l'any 171 junt amb Luci Alfidi Herennià, segons els fastos.